# Rosenrot
 Ovo je glavno značenje pojma Rosenrot. Za istoimenu pjesmu s ovog albuma pogledajte Rosenrot (pjesma).
Rosenrot je peti studijski album njemačkog sastava Rammstein. Objavljen je 28. listopada 2005. u Njemačkoj, a u sljedeća tri tjedna u još 38 zemalja.
Na albumu se nalazi 11 pjesama: 6 koje su bile napisane za album Reise, Reise i 5 novih. Album se trebao zvati Reise, Reise Vol. 2, ali je 18. kolovoza 2005. objavljeno da će se zvati Rosenrot.

## Popis pjesama
1. "Benzin" (3:46)
2. "Mann gegen Mann" (3:51)
3. "Rosenrot" (3:55)
4. "Spring" (5:25)
5. "Wo bist du?" (3:56)
6. "Stirb nicht vor mir / Don't Die Before I Do" (4:06)
7. "Zerstören" (5:29)
8. "Hilf mir" (4:44)
9. "Te quiero puta!" (Spanjolski za Volim te, kurvo) (3:56)
10. "Feuer & Wasser" (5:13)
11. "Ein Lied" (3:44)

## Singlovi
- Benzin
- Rosenrot
- Mann gegen Mann